# نبوخذ نصر (حاكم أوروك)
نبوخذ نصر (كتابة مسمارية بابلية : نبو-كودوري-أوسور، ويعني "نابو، احرس وريثي")، ويُعرف عادةً باسم كودورو، كان حاكمًا لمدينة أوروك في بابل تحت حكم آشور بانيبال (حكم سنة 669-631 قبل الميلاد) من الإمبراطورية الآشورية الحديثة، عُيّنَ بعد هزيمة شمش شوم أوكين ملك بابل، شقيق آشور بانيبال الذي تمرد ضد آشور، حوالي عام 648 قبل الميلاد. من المرجح أنه كان ابن رئيس الكهنة نبوناصر.
في عهد ابن آشور بانيبال سين شار إشكون (حكم سنة 627-612 قبل الميلاد)، دُنِّس قبر نبوخذ نصر، حيث ذهب الجناة إلى حد جر جثته عبر شوارع أوروك. وقد تم ذلك ردًا على الأنشطة المعادية للآشوريين التي قام بها ابناه الاثنين. في عام 2007، عرف عالم الآشوريات مايكل جورسا نبوخذ نصر على إنه والد نبوبولاصر، مؤسس الإمبراطورية البابلية الجديدة، الذي تمرد ضد سين شار إشكون في عام 626 قبل الميلاد (وهذه كانت الأنشطة المعادية للآشوريين). لو كان نبوبولاصر هو ابنه، فإن نبوبولاصر سيسمي ابنه، نبوخذ نصر الثاني، على اسم والده.